# Lova Herren (1988)
Lova Herren är en sångbok för ELM - Bibeltrogna Vänner, utgiven 1988. Till stor del är den en reviderad version av Bibeltrogna Vänners sångbok från 1930-talet. Den innehåller 800 nummer + 16 "sånger att läsas". Sångboken efterföljdes av en ny med samma namn 2020.

## Guds heliga trefaldighet
1 Allena Gud i himmelrik

2 Gud trefaldig, stå oss bi

3 Nu tacka Gud, allt folk

## Gud Fader och skapelsen

### Guds majestät och härlighet
4 Höga majestät → Text  → Noter → Musik

 5 Helig, helig, helig

 6 Store Gud, ditt namn ske pris

 7 Herren, vår Gud, är en konung

 8 Dig, Herre Gud, är ingen

 9 Pris ske dig, Herre

### Guds lov
10 Hela världen fröjdes Herran

 11 Lova vill jag Herran, Herran

 12 Tacken konungarnas Konung

 13 Upp, alla verk som Herren gjort

 14 Min själ, upp att lovsjunga Herren

 15 Min själ skall lova Herran

 16 Vem är en sådan Gud som vår

### Guds godhet och fadersomsorg
17 Jag lyfter mina händer

 18 Gud låter sina trogna här

 19 O må vi Herrens godhet högt beprisa

 20 När den arma jordens tid förgår

 21 Blott en dag, ett ögonblick i sänder

 22 Alla Herrens vägar äro

 23 Som Guds Israel i forna tider

 24 Fördolde Gud och ursprungskälla

 25 Du ömma fadershjärta

 26 Jag kan icke räkna dem alla

 27 Min omsorg, Herre, vare den

 28 Min själ nu love, prise Herren

 29 Om dagen vid mitt arbete

## Guds Son och återlösningen

### Jesu Kristi namn
30 Se, Jesus är ett tröstrikt namn

 31 Salig, salig den som kände = Huru länge skall mitt hjärta

 32 O Jesu, hur ljuvt är ditt namn

 33 Jag vet ett namn så dyrt och kärt

 34 O Jesu, ditt namn är ett fäste i nöden

 35 Jag sjunga vill om Jesus

 36 Det dyra namnet Jesus

 37 I Jesu namn där är min frälsning

 38 Högtlovat vare Jesu namn

 39 Låt mig få höra om Jesus

 40 Jesus, om dig vill jag sjunga

 41 O Jesus, ditt namn är min borg och mitt fäste

 42 Namnet Jesus vill jag sjunga

 43 Tag det namnet Jesus med dig

### Frälsningen i Kristus
44 När världens hopp förtvinat stod

 45 Så högt har Gud, oss till stor fröjd

 46 O Jesu Krist, som mandom tog

 47 Var man må nu väl glädja sig

 48 Gud har av sin barmhärtighet

 49 Förlossningen är vunnen

 50 Så älskade Gud världen all

 51 Jesus för världen

 52 Allt vad oss Adam i fallet ådragit

 53 Ej silver, ej guld har förvärvat mig frälsning

 54 Det är fullkomnat! Profeters längtan

 55 O du Guds Lamm, dig vare evigt tack

 56 Pris vare Gud, pris vare Gud

 57 I Himmelen har vi en överstepräst

 58 Vad är det för sår du i händerna har

 59 Ack, saliga dag, som upprunnit

 60 Jesus, Jesus, han allena

 61 Förlossningsdag, du sälla dag

 62 Som Farao med all sin här

 63 Min äreklädnad, bröllopsskrud

 64 Rättfärdig blev världen

 65 I Jesu blod blott livet är allena

 66 O min Jesu, vilken kärlek

 67 Se, Jesus världens synder bar

 68 Det går en livets hälsoflod

 69 Låt oss läsa sakta

## Gud den Helige Ande och frälsningen

### Andens närvaro, upplysning och ledning
70 O gode Ande, led du mig

 71 Kom, Helge Ande, Herre Gud

 72 Kom, Helge Ande, till mig in

 73 Giv oss, o Gud, din Ande god

 74 O Helge Ande, var oss nära

 75 O evige Ande, som tänder

 76 O, Helge Ande, Herre Gud

 77 Helge Ande, ljuva

 78 Du härlighets låga och eviga ljus

 79 Kom till oss, o himmelska duva

 80 Helge Ande, ljuva

 81 O Helige Ande, kom neder

 82 När mitt hjärta fruktar sig

 83 O att den elden redan brunne

 84 Den eld som Jesus kom hit ned att tända

## Kyrkoåret

### Advent
85 Gläd dig, du Kristi brud

 86 Gör porten hög

 87 Bereden väg för Herran

 88 Jesus från Nasaret går här fram

 89 Dotter Sion

 90 Din Konung till dig kommer

 91 Gå, Sion, din konung att möta

 92 Hosianna, Davids Son

 93 Var välsignad, högt välsignad

 94 O du ärans Konung

### Jul
95 Världens Frälsare kom här

 96 Det är en ros utsprungen

 97 Du morgonstjärna, mild och ren

 98 Hell dig, julafton

 99 Se, natten flyr för dagens fröjd

 100 Var hälsad, sköna morgonstund

 101 Stilla natt

 102 När juldagsmorgon glimmar

 103 Jag står inför din krubba här

 104 Av himlens höjd oss kommet är

 105 Lov vare dig, o Jesu Krist

 106 En jungfru födde ett barn i dag

 107 En änglaskara kom med bud

 108 O kommen, I trogne

 109 Herren av himlen är kommen till jorden

 110 Kom och låt oss Jesus ära

 111 Fröjdas, vart sinne

 112 Nu tändas tusen juleljus

 113 Ett barn är fött på denna dag

 114 Till Betlehem mitt hjärta

 115 Visste naturen att världarnas Herre

 116 Julen nu åter är inne

 117 O du saliga

 118 Född av kvinna under lagen

 119 Upp, dyrköpta blodsförvanter

 120 Ett barn i dag är oss givet

 121 Då tiden var fullbordad

 122 Du som känner ditt fall

 123 Fröjda dig, Adams barn, var glad

 124 Ett barn är oss fött

 125 Immanuel

 126 Nu evigt väl

### Nyår
127 Giv, o Jesu, fröjd och lycka

 128 De fly, våra år

 129 O store Överherde

 130 Låt mig börja med dig

 131 Vad säger de flyende timmarna mig

 132 Huru hastigt de flyr

 133 Vad är vårt liv

 134 Nu går ett nådigt Herrens år

 135 Nu tack och lov, ett nådigt år

 136 O Jesu, i ditt dyra namn

 137 Låt ditt ansikte gå för oss

 138 Jag vet inte vad som skall möta

 139 Hur än de skiftar, mina år på jorden

 140 Som en stormil tiden flyr

 141 Se, Kristus är densamme

 142 Hela vägen vill han vara

 143 Jag är när er alla dagar

### Trettondedag jul
144 Nu segrar alla trognas hopp

 145 Stå upp, o Sion, och lovsjung

### Passionstiden
146 Se, vi går upp till Jerusalem

 147 Jesu, lär mig rätt betänka

 148 Jesu, du mitt liv, min hälsa

 149 Jesu, djupa såren dina

 150 Det går ett tyst och tåligt lamm

 151 Du går, Guds Lamm, du milda

 152 Du bar ditt kors

 153 Skåda, skåda nu här alla

 154 O du vår Herre Jesu Krist

 155 Guds rena Lamm oskyldig

 156 Vi tackar dig, o Jesu god

 157 O Jesu kär, vad har väl du förbrutit

 158 Den stunden i Getsemane

 159 Det går från örtagården

 160 Du konung med krona av törne

 161 O huvud, blodigt, sårat

 162 Törnekrönte brudgum god

 163 Min blodige Konung på korsträdets stam

 164 Svinga dig, min ande, opp

 165 Det skedde för mig

 166 Himlarnas Konung, varför blir du slagen

 167 Vem är denne man som vandrar framåt

 168 Min fromhet var en tagg

 169 Kom till korset, kom att skåda

 170 Vem är den man som givit sig

 171 Under korset gives

 172 Det är en som led döden i stället för mig

 173 Kristus är offrad i syndares ställe

 174 Frälsare på korsets stam

 175 På Golgata kors min Frälsare led

 176 Guds egen Son, av Fadern själv utgiven

 177 Det är fullkomnat! Så Jesus sade

 178 Hör hur sabbatsklockan tonar

 179 Döden är dödad och djävulen slagen

 180 Sitta under korsets stam

 181 Skuldens märke på min panna

### Påsk
182 Upp, min tunga

 183 Vad ljus över griften

 184 Nu kommen är vår påskafröjd

 185 Denna är den stora dagen

 186 Han lever! O min ande, känn

 187 Du segern oss förkunnar

 188 Nu låt oss fröjdas med varann

 189 O saliga stund utan like

 190 Låt oss nu Jesus prisa

 191 Uppstånden är Kristus

 192 Var är din udd, o död

 193 Kristus är uppstånden

 194 Vid gryende dag

 195 Pilgrim, säg mig, var är graven

 196 Fröjda dig, köpta själ

 197 Kristus lever, underbara ord

 198 Uppslukad i segern är döden förvisst

 199 Fröjd i höjden

 200 O, fröjden eder alla

### Kristi himmelsfärds dag
201 Till härlighetens land igen

 202 Stor och härlig var den dagen

 203 Jesus, som farit dit upp till Guds himmel

 204 O Jesu Krist, vår Frälserman

 205 Har Kristus, ert huvud, till himlen uppfarit

### Kristi förklarings dag
206 Vår blick mot helga berget går

### Alla helgons dag
207 Vem är den stora skaran där

 208 Vem är skaran, som syns glimma

 209 Den stora, vita här vi se

 210 Från en klippspets bland de helga bergen

 211 På Sions berg, där står ett slaktat Lamm

 212 Frälsta skaror ovan jordegruset

 213 I den stilla aftontimma

## Nådens medel

### Ordet
214 En dyr klenod, en klar och ren

 215 Ordet, som av Herren är oss givet

 216 Vad är den kraft

 217 Vadhelst här i världen bedrövar min själ

 218 Uti Bibeln finns en skatt

 219 Helga Bibel, Herrens ord

 220 Vår dyrbara Bibel

 221 Ditt ord, o Herre, är den klara lykta

 222 Herre, ditt Ord är mitt fäste i nöden

 223 Tack för ditt nådesord

 224 Guds ord består till evig tid

 225 Vi äga det fasta, profetiska ordet

 226 För Herrens ord vi ej må skämmas

 227 Pris vare dig, o Jesu huld

 228 Framfaren är natten

### Dopet
229 Du som var den minstes vän

 230 Glad jag städse vill bekänna

 231 Evigt fast är Herrens fridsförbund

 232 Då Jesus på korset sitt liv för oss gav

### Nattvarden
233 O Jesu, än de dina

 234 Jesus Kristus är vår hälsa

 235 Du bjuder mig, o Jesu, till ditt bord

 236 O Jesu, vid ditt altarbord

 237 Kom, o Jesu, väck mitt sinne

 238 Vad röst, vad ljuvlig röst jag hör

## De heligas samfund

### Gemenskap i bön och Ordets betraktande
239 Kom till högtid

 240 Med Gud och hans vänskap

 241 Omkring ditt ord, o Jesu

 242 O Fader vår, barmhärtig, god

 243 O Jesu Krist, dig till oss vänd

 244 Herre, samla oss nu alla

 245 Giv oss än en nådestund, o Jesus

 246 En liten stund med Jesus

 247 Ack, Herre Jesu, var oss nära

 248 Herde, du som fåren betar

 249 Här komma vi nu åter

 250 Hulde Herre, värdes tala

 251 Helige Fader, kom och var oss nära

 252 Jesu, livets källa

 253 Här samlas vi omkring ditt ord

 254 Jesu, öppna du vårt öra

 255 Vid Golgata kors, kring vår Medlare huld

 256 Ack, saliga stunder som Jesus oss ger

 257 Hav tack, käre Jesus, för Ordet vi fått

 258 Tack, o Jesu, för det rika bordet

 259 Kom, huldaste förbarmare

 260 Käre Herre, tala

 261 Hit, o Jesu, samlas vi

 262 Sabbatsdag, hur skön du är

 263 Lammets folk och Sions fränder

 264 Herre Jesu, när du sade

 265 Hur salig är den lilla flock

 266 Ni kära Guds barn

 267 Må intet i världen oss skilja

 268 Hur ljuvligt, o Jesu, att medan vi gå

### Vid invigning av gudstjänstlokal
269 Herre, värdes skaror samla

## Kallelse och omvändelse

### Kallelsen till Guds rike
270 Allt är redo, fallna släkte

 271 Till den himmel som blir allas

 272 Vak upp! Hör väkten ljuder

 273 Vart flyr jag för Gud och hans eviga lag

 274 Vi kristna bör tro och besinna

 275 Se, nu är salighetens dag för handen

 276 Dyra själ, har det dig smärtat

 277 Herren står vid hjärtats dörr

 278 Vad är ditt hopp för evigheten

 279 Vem är han som sakta kommer

 280 Har du intet rum för Jesus

 281 Här kommer en främling

 282 Kom och välkommen

 283 Lämna dig helt åt Jesus

 284 Det givs en tid för andra tider

 285 Var är du

 286 Var är du? Vart går du?

 287 Vak upp, vak upp, hör på, ack, hör ett bud

 288 Ack, visste du

 289 Har du mod att följa Jesus

 290 Lever du det nya livet

 291 Se, tiden är kort

 292 Blyges du för Herren Jesus

 293 Nog har du känt och känner än

 294 Ack, efter all lycka och ära

 295 Har du frid? O själ, besinna

 296 O du som ännu i synden drömmer

 297 Jag har en viktig fråga

 298 Ofta i kvällens tystaste timma

 299 Vem klappar så sakta

 300 Säg, dröjer du ännu, min broder

 301 Vänd om, vänd om till Herren

 302 Är det ödsligt och mörkt och kallt

 303 Vad synes dig om Kristus

 304 Varför icke i dag

 305 Skall du komma till det rum

 306 Du är ju dock en människa

 307 Hör, o själ, en röst från höjden

 308 När Herren kallar, o lyssna då

 309 Se, öppen står Guds fadersfamn

 310 Väldig är Guds nåd

 311 Vi har en Gud som sig förbarmar

 312 Allt är nu redo

 313 Skulden är gäldad

 314 Det finns en port som öppen står

 315 Än finns det rum

 316 Kom till Jesus i dag

 317 Den port är trång och smal den stig

 318 Kom och se

 319 O låt med kraftigt ljud

 320 Kom, o syndare, du arme

 321 Sorgsna själ, vem än du är

 322 Se, nåden är fri

 323 Vad gagnar det att vinna hela världen

 324 Bröllopet tillrett står

 325 Bygger du ditt hus på sanden

 326 Jag gav mitt liv i döden

 327 Känner du vännen, den vite och röde

 328 Kom nu alla, ljuder ordet

 329 I den sena midnattsstunden

### Frälsningens mottagande genom tron
330 Av djupens nöd, o Gud, till dig

 331 Det finns ett ord, för mig så kärt

 332 O Jesu, du som tro i hjärtat väcker

 333 Vad är att tro

 334 Min synd, o Gud

 335 Öppet står Jesu förbarmande hjärta

 336 En blick på den korsfäste livet dig ger

 337 Ack, kände du, Herre, den darrande hand

 338 Att tro, det är att lägga

 339 Det står att Gud är död

 340 Ack, gå ej förlägen

 341 Det är fullkomnat! Allt är nu väl

 342 Nu allt är gott och väl därovan

 343 Se ej på mig

 344 Vår sak har vår Jesus gjort fullkomligt klar

 345 Hör jag rätt

 346 Den som har Sonen

 347 Här en källa rinner

 348 Vår är nu segern

 349 Jag är ovärdig

 350 O själ, du som ängslig och tvekande går

 351 Gud i Kristus har försonat

 352 Försoning, o Jesu, du frambragt åt mig

 353 Säg, har du hört vad som en gång hänt

 354 Än är det rum i såren röda

 355 Nåden, nåden den är fri

 356 O djup av barmhärtighet

 357 Våga dig

 358 Vad Jesus gjort fullkomligt är

 359 Nu är min träldom slut

 360 Jag sjunger om Jesus, min Frälsare huld

 361 O syndaförlåtelse, dyrbara skatt

 362 Nu vill jag sjunga om det blod

 363 Ack, allt vad som förut en vinning oss var

 364 Hälsokällans flöden

 365 Gläd dig, gläd dig, du köpta själ

 366 Just som du är, i brist på allt

 367 Om du är usel och död och kall

 368 Så syndig, usel som du är

 369 Bliv i Jesus, vill du bära frukt

 370 Vem som helst kan bli frälst

 371 Du kan icke tro, ack, men käre, så hör

 372 Jag irrade länge, än hit och än dit

 373 Du betungade själ

 374 Hur kan du leva utan Jesus

 375 Nämn mig Jesus, han är livet

 376 Ack, kära, så säg, huru kom du så väl

 377 Allt fullkomnat! så du sade

 378 Se, Kristus fullkomnat Guds heliga lag

 379 Din Ande mig rörde

 380 Som du är

 381 Så syndfull och svart

 382 Ack själ, var glad, ty Jesus dött

 383 Jag har ofta sökt, o Herre

 384 Jag nu den pärlan funnit har

 385 Den skönaste ros har jag funnit

 386 Välsignad den dagen

## Trons liv

### Trons grund
```
387 
Förlossningen är vunnen i Jesu Kristi blod

388 
Just som jag är

389 
Bergen må vika och höjderna falla

390 
Om någon mig utspörja vill

391 
Jag nu den säkra grunden funnit

392 
I Lammets blod, det dyra, kära blod

393 
På nåden i Guds hjärta

394 
O Jesu kär, min salighetsklippa

395 
För mig till den klippan höga

396 
Jesu, du mitt fasta slott

397 
Nu bort med allt som ängslar

398 
Den grund, varpå jag vilar

399 
Herrens löften äro fasta

400 
Det enda som bär

401 
Jag vet vad som förbliver

402 
Min rättfärdighet är Jesus

403 
Salig för intet

404 
Jesus är klippan
```

### Guds barns trygghet och frid
```
405 
Vår Gud är oss en väldig borg

406 
Jesus är min vän den bäste

407 
För Jesu pina

408 
Jesus är mitt liv, min hälsa
 
409 
Om Gud är på min sida

410 
En tillflyktsort är urtidens Gud

411 
Vad fruktar jag än

412 
O hur lycklig är ej den

413 
Invid din stungna sida

414 
Jesu, själens enda tröst

415 
Bor Kristus genom tron uti mitt hjärta

416 
Endast i Gud har min själ sin ro

417 
Har Jesus blivit hjärtats skatt

418 
O Gud, min Gud, vad jag är glad

419 
O sällhet stor, som Herren ger

420 
Saliga visshet, Jesus är min

421 
Gud ske lov, min vän han blivit

422 
Jag har i himlen en vän så god

423 
Så eländig jag är

424 
Är det sant att Jesus är min broder

425 
O, vilken nåd få vila

426 
En tillflykt hos Jesus jag funnit

427 
Försoning, förskoning

428 
Bliv blott i såren

429 
Guds barn jag är

430 
Jag har en vän som älskar mig

431 
Har jag dig, o Jesu, blott

432 
En nådastol Herren Gud oss givit

433 
Vid Jesu hjärta är min vilostad

434 
Vid det hjärtat får jag vila

435 
Vid Jesu kors, det dyra

436 
O vad sällhet det är

437 
Vad salighet att vara

438 
Trygg i min Jesu armar

439 
Nu bort med annat allt

440 
Det är så tryggt att vara

441 
Herren min herde är

442 
O vad din härlighet är stor

443 
Min vän är skön

444 
O vad är väl all fröjd på jorden

445 
Så är nu ingen fördömelse

446 
Var finnes Jesu like

447 
Vilken nåd att vara barn i huset

448 
I tron jag är

449 
Min bön förstummas

450 
Det finns en evig tröstegrund

451 
Jag är ett fattigt nådehjon

452 
Tänk en sådan vän som Jesus

453 
Guds namn är ett fäste i nöden

454 
Hur saligt att få vila

455 
Medan mina dagar ila

456 
Gläds, dyra själ, ty Frälsaren har vunnit

457 
Jag vet ett blod

458 
Vi är friköpta och återlösta

459 
Jag har en vän, så huld, så mild, så tålig

460 
Mitt hjärtas enda tröst i nöden

461 
Gud vare tack för den stora gåvan

462 
Hav tack för all din smärta

463 
Sant att fallet överväger

464 
Jesu, du trofaste Brudgum och Borgesman

465 
Så hav nu, själ, ett fröjdfullt sinne

466 
Har väl någon sett en sådan Gud

467 
Vad Jesus gjort, jag visst ej kan förtälja

468 
När jag i tron min Jesus ser

469 
Väl mig, nu till borgen jag hunnit

470 
Rättfärdighet i Jesu blod

471 
Min enda fromhet inför Gud

472 
Att äga Jesus är bäst ändå

473 
Det är så gott att få

474 
Vi sökte väl ro och vi sökte väl frid

475 
En vän framför andra, min Frälsare huld

476 
Fattig men dock rik

477 
Var jag går i skogar, berg och dalar

478 
Alltid salig, om ej alltid glad

479 
Ack salig, ack salig den själen som tror

480 
Av nåd är jag salig
```

### Guds barns tröst i kamp och prövning
```
481 
Bort, mitt hjärta, med de tankar

482 
Befall i Herrens händer

483 
Min själ och sinne, låt Gud råda

484 
Gud sina barn med vishet leder

485 
När vägen som min Gud mig leder

486 
Uti din nåd, o Fader blid

487 
Måste ock av törnen vara

488 
Vaka, själ, och bed

489 
Dit Gud mig leder vill jag gå

490 
Han beder för mig

491 
Ser jag på mig, då måste jag förskräckas

492 
Tag ingenting undan

493 
Jag kastar det allt på Jesus

494 
Alla löper de, men en får lönen

495 
Är ditt namn i himlen skrivet

496 
Herren vårdar ömt sin hjord

497 
Du arme pilgrim, fördömd av lagen

498 
Aldrig är jag utan fara

499 
En korsfäst konung

500 
Alla dagar är han nära

501 
Allt, ja, allting till det bästa

502 
Genom mycken bedrövelse

503 
Hur underligt, Herre, du förer din brud

504 
Hur underlig är du i allt vad du gör

505 
Det blir snart bröllop i härligheten

506 
I en djup, oändlig skog

507 
Hitintills Herren har hjälpt mig så väl

508 
Du Herrens vän, som mången gång får gråta

509 
Herre, om stundom med hjälpen du dröjer

510 
Herren hjälper, sjöng kung David
 
511 
Ljus efter mörker

512 
Lova Herren, min själ, ty han vill ju ditt väl

513 
Min nåd är dig nog

514 
På mörka stigar, över djupa vatten

515 
Medan jag ilar

516 
Varför frågar du så ofta

517 
Så mörk är ej natt

518 
Varför sucka, varför klaga

519 
Är färden något stormig

520 
När mörker vårt hjärta betäcker

521 
Låt bli att ängslig gå

522 
Håll dig vid klippan

523 
Glöm icke såren

524 
Du skall se att det bär hem till slut

525 
Samme Jesus, samme Jesus

526 
Herren hjälper alltid barnen

527 
Ack, varför nu gråta

528 
Snart är jag för alltid hos Herren

529 
Om jag förgäter Sion

530 
O sök ej hjälp hos andra

531 
På Herrens ord var trygg

532 
Vid Jesu hjärta där är lugnt

533 
Ängsliga hjärta

534 
Trösta, min själ, uppå Herran

535 
Lägg ned ditt bekymmer

536 
Det betyder föga här i världen

537 
Du nederslagna själ

538 
Nu vill jag sjunga om modersvingen

539 
Du lilla skara som är på resa

540 
Hur kort är ändå icke prövotiden
```

### Guds barn i bön och efterföljelse
```
541 
Den korta stund jag vandrar här

542 
Ack, bliv hos oss, o Jesu Krist

543 
Dig, ljusens Fader, vare pris

544 
Jesu, du min fröjd och fromma

545 
Jesus är min hägnad

546 
Av hjärtat haver jag dig kär

547 
O Gud, all sannings källa

548 
O du, som gav ditt liv för fåren

549 
Store Gud som handen räckte

550 
Låt din Andes morgonstrimma

551 
I Jesu spår är tryggt att vandra

552 
Den korsfäste ville jag följa

553 
Jag arma barn, som litet har erfarit

554 
Jag behöver dig, o Jesu
 (Lina Sandell-Bergs översättning)
555 
Till dig, o Jesu Krist

556 
Jag är ett svagt och hjälplöst lamm

557 
Låt mig vila, Jesu kär

558 
Vik ej ur mitt hjärta

559 
O att jag

560 
Jag behöver dig, o Jesu
 (F.O.E Kocks översättning)
561 
Herre, gör mig stilla

562 
Herre, mitt hjärta

563 
Herre, med kraft ifrån höjden bekläd mig

564 
Välj du åt mig

565 
Tätt vid korset, Jesus kär

566 
Du som av kärlek varm

567 
Frälsare, tag min hand

568 
Herre, jag beder

569 
O Herre Gud, av nåd bevara mig

570 
Herre, mig bevara

571 
Hugsvala mitt hjärta, barmhärtige Gud

572 
Herre kär, min tillflykt, mitt försvar

573 
Jesu, i ditt brustna hjärta

574 
Jag lyfter mina ögon upp till bergen

575 
Jesu, hjälp mig vandra

576 
Jesu, tag mitt arma hjärta

577 
Jesu, låt din rädda duva

578 
Jesu, du mitt hjärtas längtan

579 
Jesu kär, var mig när

580 
Klippa, du som brast för mig

581 
Kom till mitt kalla, domnade sinne

582 
Kommer jag frälst ut ur striden

583 
Närmare, o Jesu Krist, till dig

584 
O Herde god

585 
O Herre Jesu, vid ditt hjärta

586 
O Jesu, sköt du om min själ

587 
Se till mig i nåd

588 
Var stund jag dig behöver

589 
Gud, jag hör, hur torra länder

590 
Herre, fördölj ej ditt ansikte för mig

591 
Herre, låt ingenting binda de vingar

592 
Jesu kär, gå ej förbi mig

593 
Dig, min Jesus, vill jag följa

594 
O Herre, Herre, led du varje steg

595 
Jesu, gör mig liten, ringa

596 
Jesu, i din vård mig tag

597 
Skriv dig, Jesu, på mitt hjärta

598 
O Jesu, öppna du mitt öga

599 
Gode, törnekrönte Herde

600 
Kom ihåg de många vägar

601 
Gå och tala om för Jesus

602 
Jag är ej mer min egen

603 
Allt mitt är ditt, o Jesu

604 
Hulde Fader, tack att du har dragit

605 
Så tag nu mina händer

606 
Jag har en krona att förlora
```

### Guds barns tacksägelse och lovsång
```
607 
Mitt hjärta, fröjda dig

608 
Med tacksam röst och tacksam själ

609 
Tack, min Gud, för vad som varit

610 
Tack, o Jesu, för den kärlek

611 
Tack du min himmelske Konung

612 
Låt oss nu sjunga

613 
Lov, pris och tack jag nu vill sjunga

614 
Min sång skall bli om Jesus

615 
O, må Jesussången klinga

616 
Jag sjunger helst om Jesu död och pina

617 
Det är så gott att om Jesus sjunga

618 
Pris vare dig, o Jesu god

619 
Lovsjung vår Herres Jesu kärlek

620 
Jag sjunga vill min Gud en sång

621 
Nu lov och pris! Jag vet ej mer

622 
En fattig syndare har skäl att sjunga

623 
Jag sjunger nu om seger

624 
Pris och ära vare Herren

625 
Sjung en liten sång

626 
Under tidernas tvång

627 
Stå upp, min själ, var nu evigt glader

628 
Lov, pris, tack och ära, min Frälsare huld

629 
Må vi sjunga, gamla, unga

630 
Var nu glad och sjung, mitt hjärta

631 
Nu vill jag endast lova Herren

632 
Nu är jag glad och hjärtligt nöjd

633 
Nu är jag nöjd och glader

634 
Stäm in i änglars kor

635 
Upp, min själ, att Herren lova

636 
Välsignad min trofaste Herre och Gud

637 
O du min Immanuel

638 
Kom, kristna vänner alla

639 
Min Gud, när jag betänker

640 
Jag vill sjunga, evigt sjunga

641 
Pris dig, Guds Lamm, som världens synd borttager
```

## Trons mål

### Det himmelska hemmet
```
642 
En morgon utan synd jag vakna får

643 
Hos Gud är idel glädje

644 
Ack, saliga hem hos vår Gud

645 
O Jesu, jag är hjärtligt glad

646 
Hur härligt en gång, när den fängslade anden

647 
Jerusalem, Jerusalem, som ovantill är byggt

648 
Till hemmet därovan med fröjd vi går

649 
O, jag vet ett land

650 
O land, du sälla andars land

651 
Jag vet ett land av idel ljus

652 
Långt bortom öknens heta sand

653 
Däruppe finns en härlig stad

654 
Jag har ett hem, ett himmelskt hem

655 
Hemma, hemma får vi vila

656 
O, jag vet ett land, där Herren Gud

657 
Jesus älskar mig, det är verkligt sant

658 
Genom världen en liten skara

659 
Hem jag längtar

660 
O, jag vet en famn

661 
I djupet av mitt hjärta

662 
O, att få hemma vara

663 
Jag längtar hem till Lammets frälsta skaror

664 
Om min Herre Jesus, som på korset dog

665 
Säg, skall vi väl alla mötas

666 
Vi bo ej här

667 
Vad tiden är kort

668 
Vi hastar till vägs

669 
O, hur saligt att få vandra

670 
Se, vi går uppåt till Jerusalem

671 
Hur blir oss då, när Gud oss äntligt låter

672 
Jag är en gäst och främling

673 
Jag är en pilgrim här

674 
Jag är främling

675 
Till fridens hem

676 
Till det härliga land ovan skyn
  (Finns på Wikisource.)
677 
Vad det blir gott att landa

678 
O Jesu kär, när vill du hämta mig

679 
Till det höga

680 
Stills, stilla, låt din stridssång tystna

681 
Himlens suckande barn

682 
Du trötte pilgrim i främlingslandet

683 
Jag slipper väl en gång i vågsvallet ro

684 
Jag får det allt

685 
En gång, Guds barn, vårt liv skall uppenbaras

686 
Snart skall bröllop firas

687 
Min framtidsdag är ljus och lång

688 
En liten tid och striden snart skall sluta

689 
Så frukta då icke, du väntande brud

690 
Som drömmande vi skola bliva då

691 
Se, en väldig hop

692 
O, vad salighet Gud vill skänka

693 
O, vad sällhet och fröjd

694 
O, jag vet en gång

695 
Låt mig gå

696 
Tänk, när en gång

697 
Staden därovan är härlig

698 
O, vad sällhet då skall bliva

699 
Det står Guds folk en sabbatsvila åter

700 
Till paradis min andes trånad står

701 
Bida blott
```

### Det kristna hoppet inför döden
```
702 
Jag går mot döden, var jag går

703 
Döden gör mig icke häpen

704 
Så skön går morgonstjärnan fram

705 
Jag kommer av ett brusand' hav

706 
I Kristi sår jag somnar in

707 
Saliga de som ifrån världens öden

708 
I hoppet sig min frälsta själ förnöjer

709 
Säll är den som sina händer

710 
När hyddan jag burit blir gömd uti graven

711 
Jag lever och vet huru länge, vad tröst

712 
Vad är att dö för den som frid har funnit

713 
En gång, ja, kanske snart

714 
De samlas hem en efter annan

715 
Ljuvt är att vila

716 
O, jag gläds att snart få flytta

717 
Glad jag ilar fram med tiden

718 
Du Herrens pilgrim

719 
O, ljuvliga, fridfulla vila

720 
Det blir något i himlen

721 
I himmelen, i himmelen

722 
Tiden så hastigt försvinner
```

### Kristi återkomst, domen och det eviga livet
```
723 
Vakna upp! en stämma bjuder

724 
En dag skall uppgå för vår syn

725 
En herrdag i höjden

726 
Han kommer! Vad tröst i de orden

727 
Yttersta dagen en glädjedag bliver

728 
Han kommer, vår Jesus, välsignade tröst

729 
Om han komme i dag

730 
Förgäves ropar den redan dömde

731 
Nattens skuggor sakta viker
```

## Mission
```
732 
Din spira, Jesu, sträckes ut

733 
Du för vars allmaktsord

734 
Giv mig den frid, som du, o Jesu, giver

735 
Ditt ord, o Jesu, skall bestå

736 
Väldigt går ett rop

737 
Tillkomme ditt rike

738 
Till verksamhet för Kristi skull

739 
Lev för Jesus

740 
Framåt i Jesu namn

741 
Så långt som havets bölja går

742 
Gör det lilla du kan

743 
Tusen, tusen själar suckar

744 
Stilla, ljuvlig, underbar

745 
Guds rikes sommar, i Ordet lovad

746 
Vår store Gud gör stora under

747 
Vad är all lust på jorden

748 
Det är ett fast ord

749 
O tänk, när i Guds fröjdesal
```

## Barn och ungdom
```
750 
Tryggare kan ingen vara

751 
O Jesu Krist, på korsets stam

752 
Gud som haver barnen kär

753 
I den ljusa morgonstunden

754 
Giv din ungdomsdag åt Jesus

755 
Ungdom i världen

756 
O, öppna ditt hjärta för Herren

757 
Kan du giva ditt hjärta för tidigt åt Gud

758 
Skynda till Jesus

759 
Ungdom, som går ut i världen

760 
Se, Jesus står vid hjärtats dörr

761 
Den store läkaren är här

762 
Det finns ett hjärta

763 
De flyr så snart, de ljusa morgonstunder

764 
Om jag ägde allt men icke Jesus

765 
Unga skara, lyssna stilla

766 
Sjung, du evigt unga skara
```

## Vid särskilda tillfällen

### Morgon
```
767 
Din klara sol går åter opp

768 
Den signade dag

769 
Vi tackar dig så hjärtelig

770 
Nu lovar min själ dig, Jesu, min vän

771 
Giv mig i dag, o Herre kär

772 
Herrens nåd är var morgon ny
```

### Afton
```
773 
O Kriste, du som ljuset är

774 
Så går en dag än från vår tid

775 
Nu är en dag framliden

776 
Vad jag i dag har syndat

777 
Till natt det åter lider

778 
Timmarna framila

779 
När dagens hetta svalkas

780 
Nu tack, min Gud, att denna dag

781 
I den stilla aftonstund

782 
Hur ljuvt att efter dagens strid

783 
Bliv kvar hos mig

784 
För den dag, som nu har gått till ända

785 
Hur tryggt det är att lämna i Guds händer

786 
Bred dina vida vingar
```

### Årets tider
```
787 
Den blomstertid nu kommer

788 
I denna ljuva sommartid

789 
En vänlig grönskas rika dräkt

790 
Kommen för Herren

791 
Se, fågeln som sitter på gungande gren 

792 
Lilla fågel glad
```

### Land och folk
```
793 
Ära ske Herren

794 
Pris vare Gud! Allena han

795 
Bevara, Gud, vårt fosterland
```

### Hem och familjeliv
```
796 
Välsignat är det hem förvisst

797 
Gud, se i nåd till dessa två
```

### Avslutning
```
798 
Nu farväl, ni vänner kära

799 
Dagar komma, dagar flykta

800 
Amen sjunge varje tunga
```

## Sånger att läsas
```
1 
Höga kors, du enda ädla

2 
Jesus på korset hänger i vånda

3 
Min blodige Jesu, är detta för mig

4 
Jesu Ande, tala

5 
Tack, käre Frälsare

6 
På Sinai stod Herren Gud

7 
Skall jag mitt hjärtas tro bekänna

8 
Farväl, min själ

9 
Du bör ej ängslig gå

10 
Nu är jag glad och hjärtligt nöjd

11 
Skriv i mitt hjärta in

12 
Jesus allt mitt goda är

13 
Vad annan lön än skam och ve

14 
O Jesu, värdes mig ledsaga

15 
Ack, sälla stund jag efterlängtar

16 
Dödens skarpa pilar
```

### Fotnoter
1. ↑  ”Lova Herren” (på engelska). Worldcat. 20 mars 1988. https://www.worldcat.org/title/lova-herren-sangbok-for-hem-och-forsamling/oclc/186332095&referer=brief_results. Läst 16 oktober 2017.